# 黄元平
黄元平（1923年—1997年），笔名习风科，男，江西清江人，中国矿井安全技术及工程专家，曾任中国矿业学院教授、博士生导师。